# Ед Ширан
Едвард Крістофер Ши́ран (англ. Edward Christopher Sheeran; нар. 17 лютого 1991, Галіфакс, Західний Йоркшир, Англія) — англійський співак, автор пісень, гітарист і актор. Перший комерційний успіх прийшов до нього в липні 2011 року завдяки синглу «The A Team», який посів третє місце в британському чарті. «The A Team» було номіновано для Пісні року на церемонію «Ґреммі» 2013 року, де він виконав пісню з Елтоном Джоном. Всі його альбоми — «+» (2011), «x» (2015), «÷» (2017) — займали перші місця в UK Singles Chart, останній також очолив американський чарт. Його пісня Thinking Out Loud на 58-ій церемонії Ґреммі принесла йому дві нагороди в номінаціях «Пісня року» та Найкраще сольне поп-виконання. В січні 2017 року сингл Shape of You зайняв 1-ше місце за продажами у США і Великій Британії.
Ширан продав більш ніж 26 млн копій альбомів і 100 млн копій світових синглів, що зробило його одним із найбільш продаваних музичних виконавців. Два його альбоми увійшли до списку найбільш продаваних альбомів Великої Британії: Х (№ 20) та ÷ (№ 34). Як актор, Ширан зображений в епізодичних ролях в серіалах «Гад кат» та «Додому і в дорогу». Він також з'явився як солдат Ланністер в «Грі престолів». Також з'явився в дев'ятому епізоді «Зоряні війни: Скайвокер. Сходження» в ролі солдата Опору.[джерело?]
Пісня Shape of You (вийшла у 2017) довгий час була в Топі найпопулярніших відео на YouTube. Станом на листопад 2019 року ця пісня займала друге місце із кількістю переглядів 4,4 млрд.

## Біографія
Ширан народився у Галіфаксі, (Західний Йоркшир) 17 лютого 1991 року. Коли Ед був дитиною, він разом із родиною переїхав до Фрамлінгему (графство Саффолк). Він має старшого брата Метью, який працює композитором. Батьки Ширана, Джон та Імоген, з Лондона, проте його батько має ірландське походження. Ширан заявив, що його батько – з "дуже великої" родини ірландських католиків.
Джон – художній куратор та викладач, а Імоген – журналістка у галузі культури, що стала дизайнером ювелірних виробів. Його батьки запустили Sheeran Lock, незалежну артконсультацію, з 1990 до 2010 року.
З чотирьох років Ширан співав у місцевому церковному хорі. Під час навчання в Rishworth School навчився грати на гітарі, а вже в Thomas Mills High School почав писати пісні. Підлітком він був прийнятий в Національний театр молоді в Лондоні.  Він є меценатом Молодіжного музичного театру Великої Британії та коледжу Access to Music, де він вивчав курс художнього розвитку. Ширан є троюрідним братом північно-ірландського журналіста та телеведучого Гордона Бернса, який був ведучим британського ігрового шоу Krypton Factor.

## Приватне життя

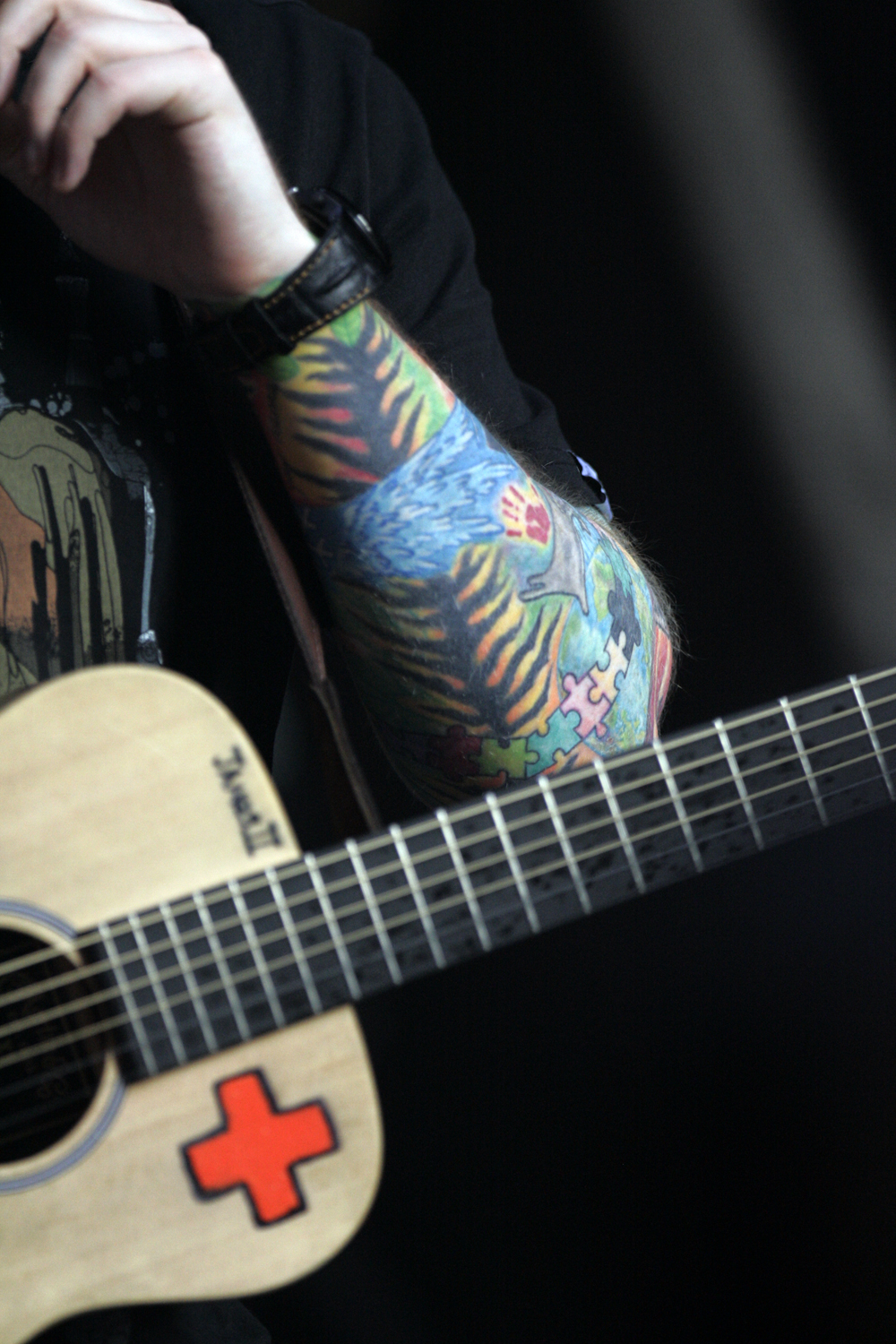
Тату Ширана, що пов’язані з його сім’єю, досягненнями чи спогадами

В 2011 році, після забезпечення запису та публікації згод, Ширан придбав та відновив ферму поблизу Фрамлінгему, де він виріс. Він заявив, що сподівається завести там родину. Протягом 2013 року, Ед жив між Гендерсонвілем та  Лос-Анджелесом. В 2014, він придбав будинок на півдні Лондона.
В 2012 році Ширан мав відносини із шотландською співачкою Ніною Несбіт, яка знялася в його кліпі на пісню "Drunk". Із Несбіт пов’язані пісні Ширана "Nina" і "Photograph", а більша частина її альбому Peroxide про Еда.
В січні 2014, Ширан мав відносини із Атіною Андрелос, яка працює шеф-кухарем в Джеймса Олівера. Вона надихнула Еда на створення пісні "Thinking Out Loud". Вони розійшлися в лютому 2015. А вже з липня Ширан починає зустрічатися із подругою дитинства та колишньою однокласницею середньої школи Черрі Сіборн. На початку 2018 року вони оголосили про свої заручини  і заручилися 21 січня цього ж року..
Ширан також є близьким другом співачки Тейлор Свіфт, з якою він співпрацював над її альбомами Red та Reputation.
19 жовтня 2015 року Ширан отримав почесний диплом Саффолкського університету в Іпсвічі за його "видатний внесок у музику". Ширан прокоментував це так: "Саффольк я дуже часто називаю домом. Отримання цієї відзнаки це справжній привілей."
Ширан підтримав голосування на Референдумі щодо членства Великої Британії в ЄС в 2016 році, висловлюючи свою опозицію до Брекзиту.
В грудні 2017 року в інтерв’ю з журналом The Sunday Times Ширан говорив про своє захоплення лідером Лейбористської партії - Джеремі Корбіном. "Я люблю Корбіна. Мені подобається все, про що Корбін говорить. Він піклується про інших людей.  Він піклується про всі класи, раси і покоління, і саме так виховувався я. Нам потрібно більше людей, які піклуються про кожного."

## Кар'єра

### 2004–2010: Початок кар'єри

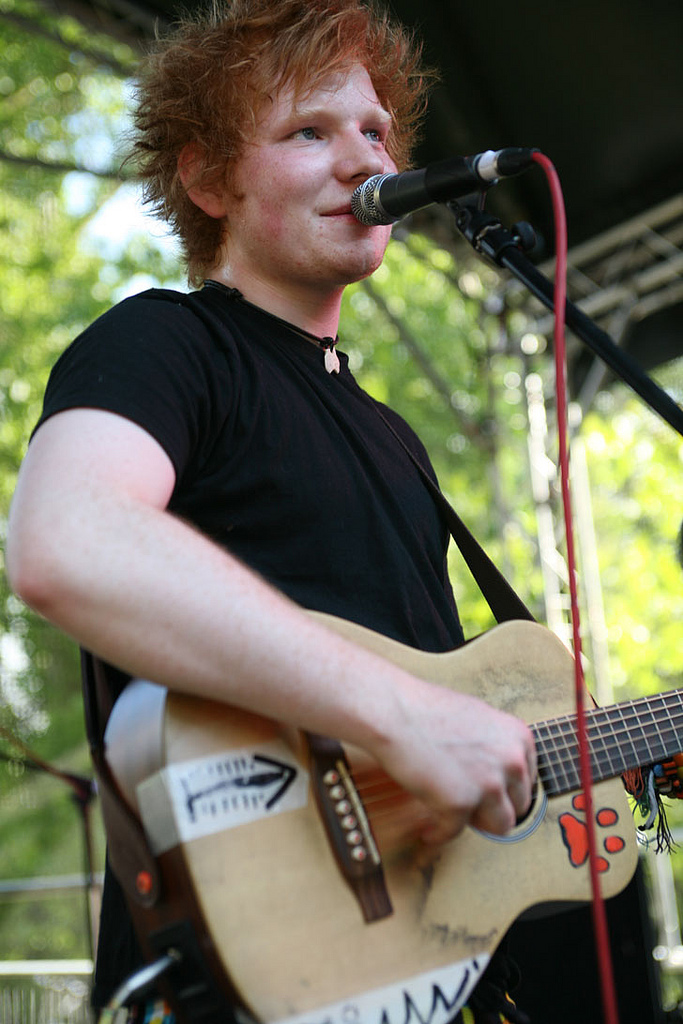
Виступ Ширана на Іпсвічському фестивалі мистецтв у липні 2010 року

В 2004 році Ширан почав записувати музику і самостійно випустив свою першу колекцію робіт Spinning Man. Він товаришував із англійським співаком Passenger коли йому було 15 і вони разом виступали на одному концерті в Кембриджі.
В 2005 році Ед зробив перші записи, які ввійшли до мініальбому The Orange Room. Пізніше випустив ще два мініальбоми: Ed Sheeran (2006) та Want Some? (2007).
8 серпня 2006 року Ед Ширан створив свій YouTube канал — Ed Sheeran.
У 2008 році переїхав до Лондона, де почав давати концерти на невеликих майданчиках. Також цього року він прослуховувався для серій ITV - Вища школа «Британіа».
Був техніком гітар у групи Nizlopi, а в квітні 2008 року виступив у них на розігріві в Норвічі
В 2009 році Ширан відіграв 312 концертів. За його словами, він прочитав інтерв’ю з Джеймсом Моррісоном, в якому той признався, що за рік дав 200 концертів, і Ед вирішив перевищити це число. Того ж року випустив мініальбом «You Need E’s» і згодом вирушив у турне з Just Jack. Також співпрацював із співаком Essex, Ледрою Чепмен та Cee Lo Green.
Восени 2009 року, Ширан, як студент, починає вивчати музику в Академії сучасної музики у Гілфорді, проте незрозуміло як довго він залишався в коледжі.
В лютому 2010 року Ширан опублікував відео на пісню «You Need Me, I Don’t Need You» через канал SB.TV на YouTube і випустив черговий мініальбом «Loose Change», який містив його майбутній дебютний сингл "The A Team".
В квітні цього ж року вирушив в Лос-Анджелес, де його запросили виступити в клубі The Foxxhole. Цим клубом керує актор Джеймі Фокс, який запропонував Едові залишитися тут
Згодом Ширана почали помічати більше людей через інтернет, зокрема, завдяки YouTube і так його фан-база зростала. Він отримав кредит від газети Індепендент, англійського футболіста Ріо Фердінанда та Елтона Джона.
В 2010 Ширан також самостійно випустив ще два мініальбоми - Ed Sheeran: Live at the Bedford та Songs I Wrote with Amy, які є збірками пісень про кохання, написаних в Уельсі разом із співачкою Емі Вадж.
8 січня 2011 Ед випустив незалежний мініальбом No. 5 Collaborations Project, який включає таких артистів, як Wiley (музикант), Jme, Devlin, Sway та Ghetts.. З цим мініальбомом Ширан отримав основну увагу, досягши другого номера в чарті iTunes без будь-якої реклами і продавши понад 7 тисяч копій в перший же тиждень. Три місяці потому, Ширан влаштував безкоштовне шоу для фанатів у Barfly в місті Камден. Прийшло понад 1000 прихильників, тому Ширан виконав чотири різні шоу, щоб кожен побачив концерт, у тому числі і концерт на вулиці, який відбувся після закриття. Пізніше, цього ж місяця, Ед Ширан підписав контракт з Asylum Records

### 2011–2013:+та міжнародний успіх
Його дебютний альбом «+» досяг першої позиції у Великій Британії, а перший сингл The A Team — 3-ю в Англії та 15-у в США. Другий сингл You Need Me, I Don't Need You добрався до 4-го місця в Англії, а Lego House — до 5-го. Також з альбому вийшли сингли Drunk та Small Bump. Шостий та останній сингл Give Me Love зумів дійти лише до 18-го місця на UK Singles Chart, втім кліп було переглянуто більше 120-и мільйонів разів.

### 2014 рік: «×»
У 2013 Ед Ширан записав сингл I See Fire як саундтрек до фільму Хоббіт: Пустка Смога. Пісня стала досить успішною, потрапивши у більшість чартів світу. 2014 року він випустив сингл зі свого альбому «×» — Sing. Композиція дісталася 1-ї сходинки в Англії, Новій Зеландії, Ірландії та Австралії. Також це найуспішніша пісня співака на Billboard Hot 100, яка трималася в ньому декілька тижнів на 13-му місці. Альбом дебютував на першому місці у США та в Англії.

## Благодійна діяльність
У 2022 році, під час повномасштабного вторгнення Росії на територію України, став учасником «Концерту для України». Український поп-рок гурт «Антитіла» висловив подяку співакові та звернувся з пропозицією приєднатися до концерту дистанційно, з міста Києва, де ведуться активні бойові дії. У відповідь Ед Ширан запевнив, що з великою честю та любов’ю послухає музику від «Антитіл». Благодійний захід відбувся 29 березня, на арені Resorts World Arena у Бірмінгемі, зібравши 14,7 млн доларів для допомоги українцям під час війни.
Через заборону організаторами ініціативи, команда Еда Ширана зв’язалася з гуртом «Антитіла» й запропонувала долучитися до пісні автора 2step, зробити рімейк та випустити трек окремо. Соліст українського гурту Тарас Тополя запевняє, що пропозиція співпраці демонструє справжню підтримку народу Великої Британії України, у її війні з Росією. Усі кошти з монетизації відео на YouTube будуть передані Music Saves UA, що займається наданням негайної гуманітарної допомоги в Україні. У 2023 році їхня спільна відеоробота отримала перемогу в українській національній професійній музичній премії «YUNA».

## Цікаві факти
- Ед Ширан отримав почесний докторський ступінь від Саффолкського університету за свій «видатний внесок у поп-музику».[55]
- У 2017 році Ед Ширан зіграв епізодичну роль солдата армії Ланістерів у серіалі «Гра Престолів».
- Станом на 2017 рік має дві пісні у списку найпопулярніших відео за переглядами на Ютубі.
- Воскова статуя співака представлена в лондонському Музеї мадам Тюссо.[56]

## Дискографія

### Студійні альбоми
- + (2011)
- x (2014)
- ÷ (2017)
- No.6 Collaborations Project (2019)
- = (2021)
- − (2023)
- Autumn Variations (2023)
- Play (2025)

### Інші альбоми
- 2011 — No. 5 Collaborations Project (EP)
- 2019 — No. 6 Collaborations Project

### Мініальбоми
- 2005 — The Orange Room
- 2006 — Ed Sheeran
- 2007 — Want Some?
- 2009 — You Need Me
- 2010 — Loose Change
- 2010 — Songs I Wrote with Amy
- 2010 — Live at the Bedford
- 2011 — One Take
- 2011 — iTunes Festival: London 2011
- 2012 — Slumdon Bridge у співпраці з Yelawolf

### Сингли
- 2011 — «The A Team»
- 2011 — «You Need Me, I Don't Need You»
- 2011 — «Lego House»
- 2012 — «Drunk»
- 2012 — «Small Bump»
- 2012 — «Give Me Love» (OST The Vampire Diaries, 3 сезон, 14 серія)
- 2012 — «Kiss me» (OST The Vampire Diaries, 4 сезон, 7 серія)
- 2013 — «I See Fire» (OST The Hobbit: Desolation of Smaug)
- 2014 — «Sing»
- 2014 — «All of the stars» (OST «The fault in our stars»)
- 2014 — «All About It» (у співпраці з Hoodie Allen)
- 2015 — «Bloodstream» (разом з Rudimental)
- 2015 — «Photograph»

## Нотатки
1. ↑  "В 2004 я створив свій найперший альбом Spinning Man, названий на честь картини, яку мав мій тато. Я сам записав компакт-диски і зробив обкладинки. Там було 14 пісень і всі вони були піснями, що рифмують. Пішла одна лірика: ‘Я типовий середній підліток, якщо ви знаєте, що я маю на увазі.’ Існує, ймовірно, 20 примірників «Spinning Man» і я маю 19 із них. Я не хочу, щоб хтось інший забрав копію. Там найбільше пісень про дівчину, яку звали Клара. Вона була моїм першим коханням, коли мені було 13. Це було дуже невинне кохання і ми лише трималися за руки, але це тривало досить довгий час. Згодом ми розійшлися і це мене спустошило. Озираючись назад, насправді це було не так вже й погано, але в той час це було душевно. Коли вона покинула мене, я написав багато пісень про це – мої перші пісні про кохання."[34]